# Le Pertre
Le Pertre (bretonisch: Ar Perzh; Gallo: Le Pèrtr) ist eine französische Gemeinde mit 1.372 Einwohnern (Stand: 1. Januar 2022) im Département Ille-et-Vilaine in der Region Bretagne. Sie gehört zum Arrondissement Fougères-Vitré und zum Kanton La Guerche-de-Bretagne. Die Einwohner werden Pertrais genannt.

## Geographie
Die Gemeinde Le Pertre liegt an der Grenze zum Département Mayenne in der Region Pays de la Loire, etwa 45 Kilometer ostsüdöstlich von Rennes. Hier entspringt die Seiche. Umgeben wird Le Pertre von den Nachbargemeinden Bréal-sous-Vitré im Norden, La Gravelle im Nordosten, Saint-Cyr-le-Gravelais im Osten, Beaulieu-sur-Oudon im Südosten, Méral im Südosten und Süden, Cuillé im Südwesten, Brielles im Südwesten und Westen, Argentré-du-Plessis im Westen sowie Mondevert im Nordwesten.

## Bevölkerungsentwicklung
| Jahr                      | 1962 | 1968 | 1975 | 1982 | 1990 | 1999 | 2006 | 2014 | 2020 |
| ------------------------- | ---- | ---- | ---- | ---- | ---- | ---- | ---- | ---- | ---- |
| Einwohner                 | 1475 | 1376 | 1270 | 1335 | 1326 | 1361 | 1374 | 1408 | 1377 |
| Quelle: Cassini und INSEE |      |      |      |      |      |      |      |      |      |

## Sehenswürdigkeiten
- Kirche Saint-Martin-de-Vertou, Monument historique
- Schloss Bel Air, Monument historique
- Hippodrom
- Wasserturm

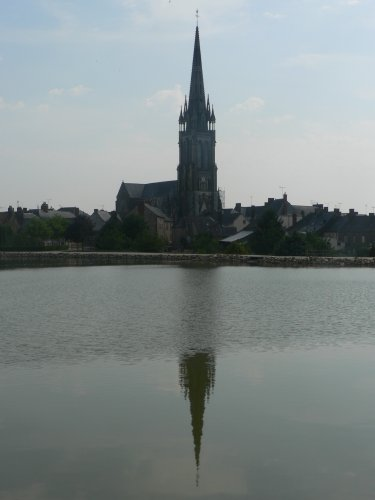
Kirche Saint-Martin-de-Vertou
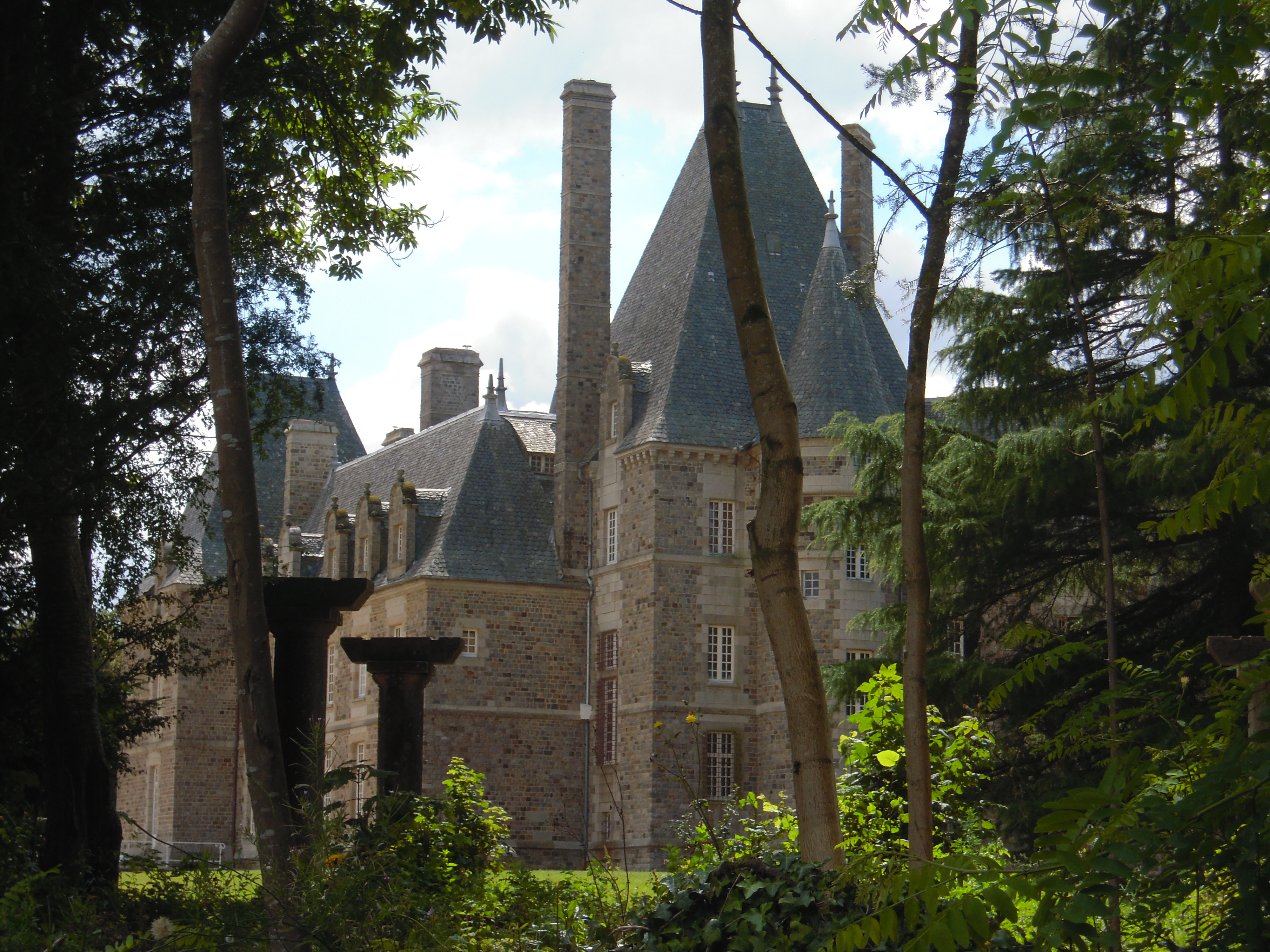
Schloss Bel Air
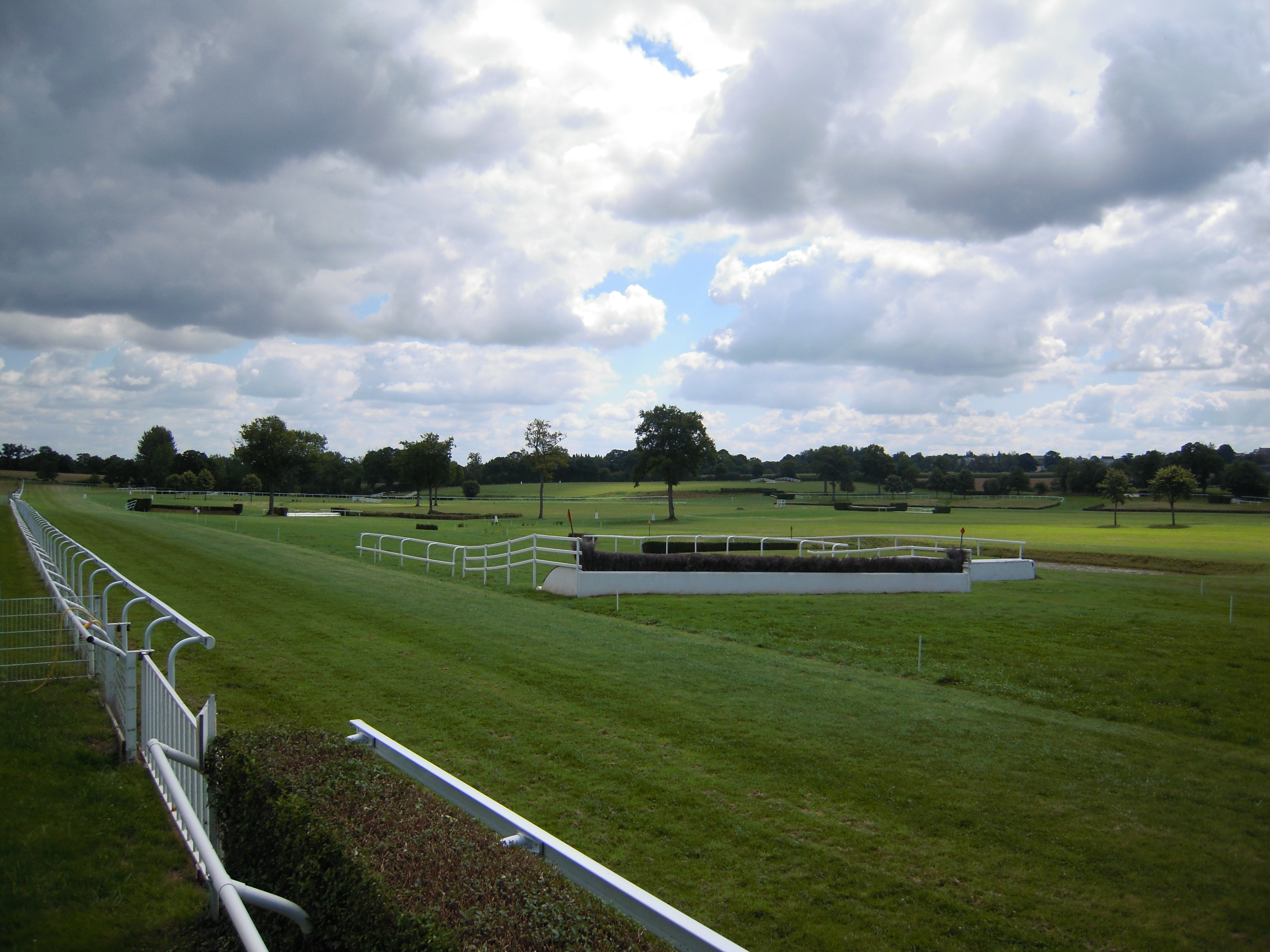
Hippodrom
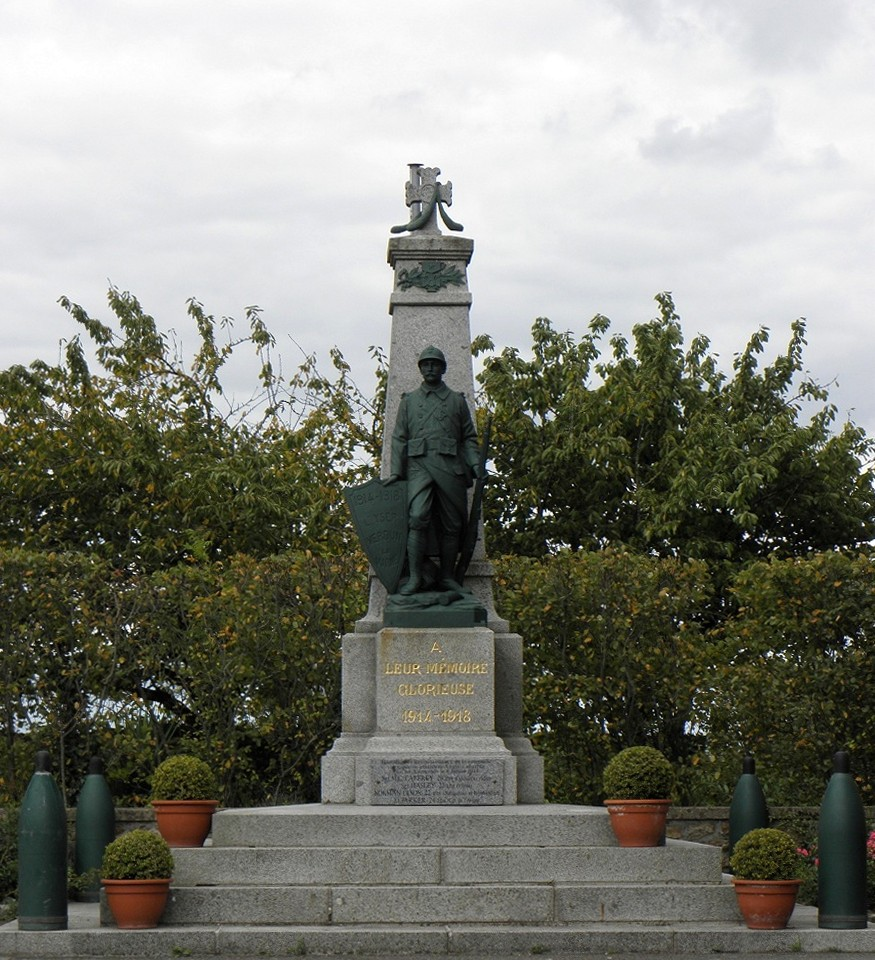
Gefallenendenkmal